# Jacques Berlioz

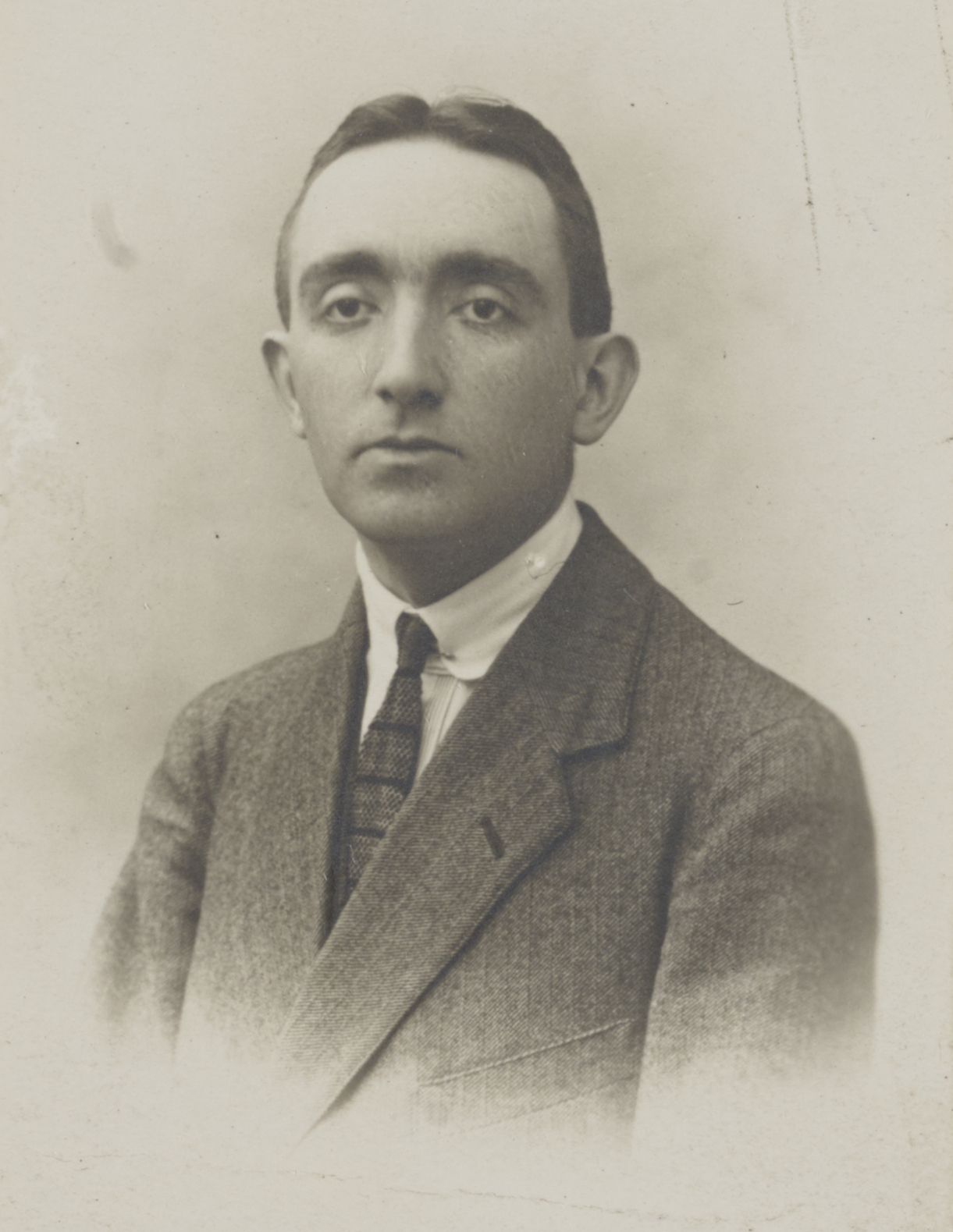
Retrato c. 1923

Jacques Berlioz (Paris, 9 de dezembro de 1891 - 21 de dezembro de 1975) foi um zoólogo e ornitólogo francês, especializado em beija-flores. Ele era sobrinho-neto do compositor Hector Berlioz (1803–1869).

## Biografia
Berlioz nasceu em Paris, onde a casa da família ficava atrás de Sainte-Trinité e se interessou por história natural desde a infância. A família incluía muitos artistas e cientistas e seu tio-avô era o famoso compositor Hector Berlioz. Estudou medicina e química farmacêutica, onde obteve o doutorado em 1917. Em seguida, trabalhou no Muséum national d'Histoire naturelle em Paris como assistente no departamento de entomologia, mudando-se para o departamento de mamíferos e aves em 1920. Tornou-se curador adjunto depois de alguns anos e curador chefe em 1949 com o título de professor. Ele continuou a trabalhar aí até sua aposentadoria em 1962.

## Obras selecionadas
- La vie des colibris (Paris) Gallimard, 1944 - The life of hummingbirds.
- Oiseaux de la Réunion (Paris) Larose, 1946 - Birds of Réunion.
- Les oiseaux (Paris) Presses universitaires de France, 1962 - The birds.